# توت‌فرنگی شرقی
توت‌فرنگی شرقی (نام علمی: Fragaria orientalis) نام یک گونه از سرده توت‌فرنگی است.